# John Snow
John Snow (York, 16. ožujka 1813. – 16. lipnja 1858.) bio je britanski liječnik i vodeća osoba u prihvaćanju anestezije i medicinske higijene. Također se smatra jednim od otaca epidemiologije zbog svog rada u otkrivanju izvora epidemije kolere u Londonu 1854.g.

## Anestezija
Snow je jedan od prvih liječnika koji je proučavao i izračunavao doze etera i kloroforma, prilikom anestezija u kirurgiji. Osobno je davao anestetik Kraljici Viktoriji dok je rađala jednog svojih sinova.

## Kolera
Snow je posumnjao da se uzročnik epidemija kolere (koje su tada bile česte i vrlo velik zdravstveni problem u Londonu) širi putem vode iz vodovodnog sustava (što je bilo suprotno tadašnjoj teoriji mijazmi koje je prevladavala).
Snow je uspoređujući podatke o gradskoj opskrbi vode (tadašnji London su opskrbljivale tri kompanije s pitkom vodom), o umrlim od kolere u pojedinim kućanstvima i koristeći statističke metode pokazao da je značajno smanjena incidencija kolere u kućanstvima koja su opskrbljivana vodom od jedine kompanije koje je imala svoja vodocrpilišta na rijeci Temzi uzvodno od mjesta gdje su se izlijevale gradske otpadne vode.